# Holotrichia obscura
Holotrichia obscura är en skalbaggsart som beskrevs av Brenske 1892. Holotrichia obscura ingår i släktet Holotrichia och familjen Melolonthidae. Inga underarter finns listade i Catalogue of Life.